# Le Livre magique
Le Livre magique és un curtmetratge mut realitzat pel director francès Georges Méliès, estrenat en 1900, a principis del cinema mut. Dura poc més de dos minuts i mig i està protagonitzat pel mateix Méliès.

## Argument
Un mag presenta als espectadors un llibre molt gran i transforma dibuixos de personatges de la comèdia de l'art en éssers reals: Polichinel·la, Arlequí, Pierrot, Colombina i Pantaleó, i després els torna a ficar a les pàgines del llibre.

## Repartiment
- Georges Méliès: el màgic